# Mark Twain's (Burlesque) Autobiography and First Romance
A (Burlesca) autobiografia e primeiro romance de Mark Twain é um livro de 1871 do autor americano Mark Twain. Publicado pela Sheldon & Co. em 1871, o livro consiste em dois contos: "A Burlesca Autobiografia", que apareceu pela primeira vez nas contribuições Memoranda de Twain para The Galaxy, e "Primeiro Romance", que apareceu originalmente em The Express em 1870. livro não tem relação com a vida real de Twain. As duas histórias curtas apresentam personagens fictícios que supostamente fariam parte da linhagem de Twain. No trecho final, Twain desenvolve a história até um ponto de crise e então a encerra abruptamente, dizendo:

A verdade é que coloquei meu herói (ou heroína) em uma situação tão particularmente difícil, que não vejo como vou conseguir tirá-lo (ou tirá-la) disso — e, portanto, vou lavar minhas mãos de toda essa história, e deixar essa pessoa sair da melhor maneira possível — ou então permanecer lá. Achei que seria fácil resolver essa pequena dificuldade, mas agora parece diferente.
Com isso, a Autobiografia de Twain termina.
As ilustrações formam um aspecto interessante deste livro. Elas não têm relação com o texto. Em vez disso, utilizam caricaturas ilustrando o poema infantil The House that Jack Built para satirizar o grupo da Erie Railroad (a casa) e seus participantes: Jay Gould, John T. Hoffman e Jim Fisk.
O livro não estava entre os favoritos pessoais de Twain. Dois anos após a publicação, ele comprou todas as chapas de impressão do livro e as destruiu.